# Municipio de Henry (condado de Van Buren)
El municipio de Henry (en inglés: Henry Township) es un municipio ubicado en el condado de Van Buren en el estado estadounidense de Iowa. En el año 2010 tenía una población de 164 habitantes y una densidad poblacional de 3,36 personas por km².

## Geografía
El municipio de Henry se encuentra ubicado en las coordenadas 40°42′48″N 91°52′50″O / 40.71333, -91.88056. Según la Oficina del Censo de los Estados Unidos, el municipio tiene una superficie total de 48.87 km², de la cual 47,78 km² corresponden a tierra firme y (2,23 %) 1,09 km² es agua.

## Demografía
Según el censo de 2010, había 164 personas residiendo en el municipio de Henry. La densidad de población era de 3,36 hab./km². De los 164 habitantes, el municipio de Henry estaba compuesto por el 93,29 % blancos, el 6,1 % eran asiáticos y el 0,61 % eran de una mezcla de razas. Del total de la población el 0 % eran hispanos o latinos de cualquier raza.